# Serquigny
Serquigny ist eine französische Gemeinde mit 1772 Einwohnern (Stand 1. Januar 2022) im Département Eure in der Region Normandie. Die Gemeinde gehört zum Kanton Bernay. Die römisch-katholische Gemeinschaft Communauté Notre Dame de Serquigny gehört zur Pfarrei La Trinité Sur Risle des Bistums Évreux.

## Geografie
Serquigny liegt in der Südostecke der Landschaft Lieuvin, 59 Kilometer südöstlich von Le Havre und 9 Kilometer nördlich von Bernay, dem Hauptort des gleichnamigen Arrondissements. Nachbargemeinden von Serquigny sind Nassandres sur Risle im Norden und Nordwesten, Launay im Südosten und Fontaine-l’Abbé im Südwesten. Das Gemeindegebiet umfasst 1140 Hektar, die mittlere Höhe beträgt 111 Meter über dem Meeresspiegel, die Mairie steht auf einer Höhe von 82 Metern. Die Charentonne durchquert das Gemeindegebiet und die Risle streift es im Osten. Im Süden liegt der 3580 Hektar große Wald von Beaumont.
Serquigny ist einer Klimazone des Typs Cfb (nach Köppen und Geiger) zugeordnet: Warmgemäßigtes Regenklima (C), vollfeucht (f), wärmster Monat unter 22 °C, mindestens vier Monate über 10 °C (b). Es herrscht Seeklima mit gemäßigtem Sommer.

## Geschichte
Die älteste Siedlungsspur in Serquigny ist der Menhir du Croc aus der Jungsteinzeit.

### Gallo-römische Zeit

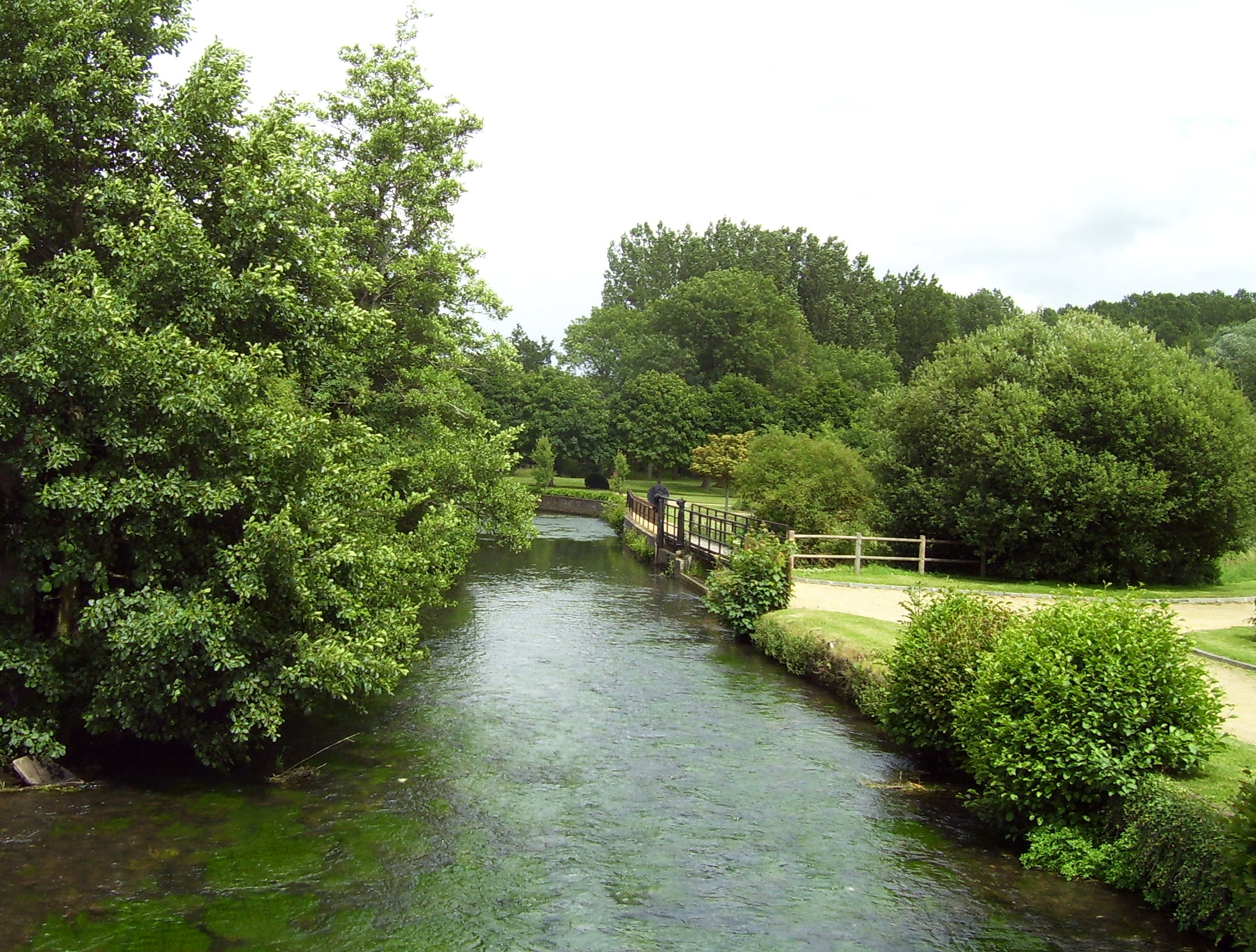
Die Charentonne in Serquigny

Auf dem Gemeindegebiet wurden zahlreiche Artefakte und Gebäudereste aus gallo-römischer Zeit (52 v. Chr. bis 486 n. Chr.) gefunden. Die Charentonne diente als Grenze zwischen den gallischen Stämmen der Lexovier und der Eburovices.
Auf dem Grundstück des Schlosses Maubuisson zerstörte ein Maurer irgendwann zwischen 1773 und 1780 die Grundmauern eines gallo-römischen Wohnhauses mit einer Fläche von 16,5 × 6 Metern. Das Haus war mit Kalkstein aus dem Senonium (pierre de Caumont) gefliest. In den Gebäuderesten wurden Teile von weißen Marmortafeln und Arme, Beine und Schultern von zerbrochenen Statuen gefunden. Der gleiche Maurer zerstörte in den Jahren 1780 bis 1790 ein weiteres gallo-römisches Gebäude. Die Mauern dieses Gebäudes bestanden an der Basis aus Backstein mit einer Leiste von pierre de Caumont, darüber aus Feuerstein. Die Mauern waren verputzt. Der Putz war in Rot und Blau mit Blumenmotiven bemalt und der Boden war wie in dem anderen Gebäude mit pierre de Caumont gefliest.
Bei Schloss Maubuisson wurden im 19. Jahrhundert Reste von unterirdischen Leitungen aus Terrakotta gefunden und zeitgenössische Historiker wie Auguste Le Prévost nahmen daher an, dass das Wasser der Charentonne durch ein unterirdisches Aquädukt zur Villa geleitet worden war. Diese Annahme wurde 1986 bestätigt, als man beim Bau einer Wohnsiedlung in der Nähe der Gendarmerie ein unterirdisches Aquädukt fand. Die Wasserleitung begann im Weiler Courcelles der Gemeinde Fontaine-l’Abbé und führte nach Maubuisson.
Zwischen Maubuisson und dem Kleinen Schloss wurden 1830 blaue und grüne Mosaiksteine sowie grüne und weiße Marmortafeln gefunden. Der damalige Benutzer von Maubuisson ließ mit den Marmortafeln ein Zimmer fliesen. Hundert Meter flussabwärts von der Brücke aus fanden Arbeiter 1882 beim Ausheben eines Grabens bei den Eisenbahngleisen die Fundamente einer Behausung mit einer Fläche von 4 × 8 Metern. Das Gebäude war mit Tegulae gedeckt. Im Schutt fand Coutil Scherben von Terra Sigillata und einfacher Keramik sowie eine Münze der Lucilla (148/149–181/182).

### Ortsname
Der Ortsname wurde als Sarchinneio erstmals urkundlich erwähnt. 1206 tauchte er als Sarquignie auf. Ernest Nègre listet den Ortsnamen als „nichtrömisch“ und zitiert François de Beaurepaire und Marie-Thérèse Morlet. Nach Beaurepaire ist der Ortsname aus dem germanischen Namen Saracho abgeleitet und nach Morlet enthält er die Suffixe -in und -iacum. Der Ortsnamenszusatz -(i)acum ist keltischen Ursprungs und bedeutet „Besitz“. Serquigny ist demnach der „Besitz von Saracho“.

### Mittelalter und Ancien Régime
Es gab auch Funde aus dem Mittelalter (spätes 5. bis 15. Jahrhundert) in Serquigny. Dazu gehören drei Vasen aus dem Hochmittelalter (11. bis 13. Jahrhundert) und eine viereckige 80 Ar große Fläche im Wald von Beaumont, die von zwei Wällen und einem Graben umgeben ist. Letztere wurde fort de Saint-Marc genannt, da es dort im Mittelalter eine Eremitage gab, deren Schutzpatron der Evangelist Markus war.
Die Ländereien von Serquigny gehörten im 10. Jahrhundert Richard II. († 1026). Anlässlich seiner Hochzeit im Jahr 1007 schenkte Richard II. († 1026) seiner Ehefrau Judith de Bretagne (982–1017), auch Judith de Conan genannt, das Gebiet von Bernay, das Serquigny und 20 andere Pfarreien umfasste. Judith wiederum schenkte der Ortschaft 32 Hektar Allmende (communaux). Judith de Bretagne gründete 1013 die Abtei Notre-Dame de Bernay. Nach Judiths Tod fiel das Gebiet zurück an Richard II. Kurz vor seinem Tod schenkte Richard II. das Gebiet von Bernay der entstehenden Abtei in Bernay. Dazu gehörte wieder der Teil von Serquigny, der sich nicht im Besitz der Gemeinde befand. Raoul de Beaumont, war Kustos der abtlosen Abtei von Bernay, Abt von Mont-Saint-Michel und verwandt mit Onfroi de Vieilles († um 1050). Er hat Onfroi zwischen 1027 und 1040 einen Teil des Klosterbesitzes anvertraut. Um 1088 bestätigt Onfrois Sohn, Roger de Beaumont (1015–1094), dass er im Besitz von Serquigny ist. Durch Heirat gelangte Beaumont in den Besitz der Grafen von Meulan. Galéran IV., comte de Meulan (1104–1166) gab seinem Vasallen Guy Mauvoisin das Lehen Serquigny.

#### Serquigny und Maubuisson
Die größten Lehen im Mittelalter und Ancien Régime in Serquigny waren Serquigny und Maubuisson.
Vom 11. bis 15. Jahrhundert war das Lehen Serquigny im Besitz der Familie Mauvoisin. Durch Heirat erhielt die Familie Aché die Seigneurie. Charles d’Aché war Mundschenk und Grand panetier (Brotmeister) von Franz I. (1494–1547). Er wurde nach der Schlacht bei Marignano (13. und 14. September 1515) zum Chevalier ernannt. 1681 verkaufte François d’Aché Serquigny an den Trésorier de France von Alençon. Der verkaufte das Lehen 1683 an den Herzog von Bouillon.
Im 11. Jahrhundert war das Lehen Maubuisson im Besitz der Familie Erneville. Die Ernevilles ließen eine Burg auf den Fundamenten der alten gallo-römischen Villa erbauen. Das Lehen blieb bis 1810 im Familienbesitz. Dann verstarb Adrien Joseph d’Erneville ohne einen Erben zu hinterlassen.

### Nach der Französischen Revolution
| Jahr | Einwohner |
| ---- | --------- |
| 1793 | 824       |
| 1841 | 723       |
| 1856 | 971       |
| 1866 | 1384      |
| 1891 | 1053      |
| 1921 | 1441      |
| 1931 | 1188      |
| 1954 | 1454      |
| 1968 | 1794      |
| 1975 | 2112      |
| 1982 | 2236      |
| 2006 | 2146      |
| 2011 | 2153      |

Die Einteilung in Seigneurien wurde durch die Französische Revolution (1789–1799) beendet. 1793 erhielt Serquigny unter dem Namen Cerquigny den Status einer Gemeinde und 1801 durch die Verwaltungsreform unter Napoleon Bonaparte (1769–1821) unter dem Namen Serguigny das Recht auf kommunale Selbstverwaltung.
Nach 1830 gehörte das Schloss le Grand Serquigny dem Marquis de la Croix (1803–1874), der Präsident des Generalrats von Eure war. Er wandelte die alten Wassermühlen in eine Spinnerei um, ließ die Eisenbahnstrecke nach Serquigny verlegen und gründete den Bahnhof. Die Linie Rouen – Serquigny wurde 1864 eröffnet. Daraufhin nahm die Bevölkerungszahl zu.
Im Deutsch-Französischen Krieg (1870–1871) gingen die Francs-tireurs von Bernay und Umgebung im Herbst 1870 bei Serquigny in Stellung. Am 13. Dezember 1870 griffen die Deutschen erstmals Serquigny an. Etwa 60 deutsche Soldaten versuchten die Schienen in der Nähe des Bahnhofs zu zerstören. Der Anschlag misslang, die meisten wurden getötet, 9 gerieten in Gefangenschaft.

### Zweiter Weltkrieg
Im Zweiten Weltkrieg (1939–1945) wurde Serquigny zwischen dem 9. Juni 1940 und dem 8. August 1944 insgesamt 49 Mal angegriffen. 27 Mal durch Bombardements und 22 Mal durch Maschinengewehrbeschuss. Dabei kamen 14 Personen um, zwei Drittel des Gemeindegebiets wurden verwüstet und 140 bis 150 Häuser zerstört oder unbewohnbar gemacht. Etwa 400 Einwohner wurden obdachlos. Grund für die Häufung der Angriffe war die bei Serquigny liegende Kreuzung der Eisenbahnlinien Paris – Cherbourg und Rouen – Le Mans. Die letzten Tage der Besatzung durch die Wehrmacht im Sommer 1944 waren sehr schwer für die Bevölkerung. Die Alliierten griffen bei Tag und bei Nacht an. Die Deutschen plünderten die zerbombten Häuser und sprengten die Brücken. Eine der Brücken stammte aus dem 12. Jahrhundert. Die Explosion zerstörte das hölzerne Deckengewölbe der Kirche und ihren Kapellenkranz aus dem 16. Jahrhundert. Am 24. August 1944 wurde die Gemeinde durch die von Bernay her kommende 4th Armoured Division der Kanadischen Streitkräfte befreit. Unterstützt wurde die Panzerdivision durch die frankophonen Regimenter Régiment de la Chaudière und Les Fusiliers Mont-Royal.

## Kultur und Sehenswürdigkeiten
In der Gemeinde gibt es mehrere Fachwerkhäuser aus dem 17. bis 19. Jahrhundert. Sie sind mit Stroh, Schiefer oder flachen Ziegeln gedeckt.
Ein Megalith aus der Jungsteinzeit, der sogenannte Menhir du Croc, steht im lieu-dit (‚Ort, der genannt wird...‘) Plaine de Loquerais. Er befindet sich im Privatbesitz und wurde 1991 in das Zusatzverzeichnis der Monuments historiques (‚historische Denkmale‘) eingetragen. Der Menhir ist etwa 210 Zentimeter hoch, 265 Zentimeter lang und 35 Zentimeter dick und besteht aus Konglomeratgestein (Poudingue).

### Kirche

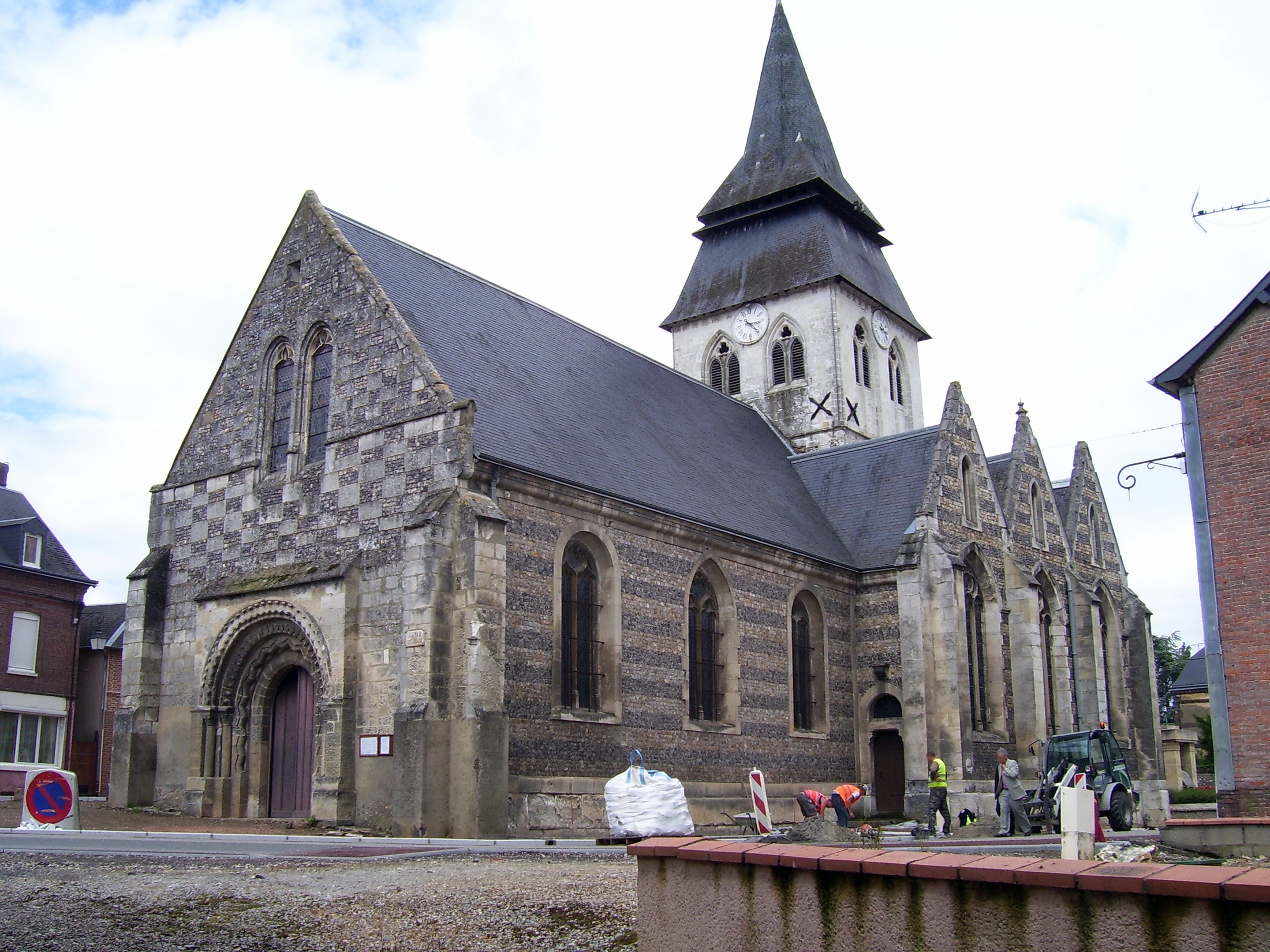
Die Kirche Notre-Dame

Laut dem Urbar des Bistums Lisieux hatte der Seigneur von Serquigny das Kirchenpatronat inne. Die Kirche Notre-Dame (‚Unsere Liebe Frau‘) wurde im 11. Jahrhundert erbaut. Aus jener Zeit ist das romanische Eingangsportal erhalten. Es ist reich verziert und wurde 1862 als Monument historique klassifiziert. Der Rest des Mauerwerks der Kirche ist nur in das Zusatzverzeichnis eingetragen (inscrit MH). Das Eingangsportal ist von vier kurzen Säulen eingerahmt. Ihre Kapitelle sind floral verziert. Darüber verlaufen die Bögen einer Archivolte. Die Bögen sind mit kleinen Zylindern (billettes), Zickzack-Muster und Tori dekoriert. Die Fassade oberhalb des Eingangsportals stammt aus dem 16. Jahrhundert, sie besteht aus dunklem Feuerstein und hellen Steinen, die schachbrettartig angeordnet sind.
Das Kirchenschiff wurde zwar ebenfalls im 11. Jahrhundert erbaut, aber im 16. Jahrhundert umgebaut. Die Fensteröffnungen wurden verändert, neue Fenster eingesetzt und im Chor wurde eine seigneuriale Kapelle für die Familie Bigars eingerichtet. Im nördlichen Teil des Querschiffs sind zwei Wappen erhalten. Sie dienten ursprünglich als Dekoration einer seigneurialen Kapelle. Die Wappen in der modernen französischen Form haben eine Seitenlänge von 25 bis 30 Zentimetern. Es handelt sich um die Wappen von Eudes d’Aché († 1423) und seiner Ehefrau Jeanne de Mauvoisin. 1908 existierte auch noch eine echte Litre funéraire aus dem 18. Jahrhundert, auf der sich Wappen von Pierre-René de la Roque und seiner Ehefrau Marie-Anne Lallier befanden.
Der Kirchturm steht zwischen Chor und Kirchenschiff. Er wurde gegen Ende des 13. oder zu Beginn des 14. Jahrhunderts errichtet, ruht aber auf vier massiven Säulen aus dem 16. Jahrhundert. Die Treppe zum Kirchturm befindet sich in einem kleinen Türmchen an einer Ecke des Chors. 1869 wurde der Chor restauriert.
Drei der Kirchenfenster aus dem 16. Jahrhundert sind erhalten. Sie wurden 1907 als historische Denkmale klassifiziert. Weitere denkmalgeschützte Kunstwerke in der Kirche sind ein Relief aus dem Jahr 1791, zwei silberne Altarkelche aus dem 15. und 17. Jahrhundert und eine silberne Patene aus dem 17. Jahrhundert.

### Schlösser
Das Schloss le Grand Serquigny (auch le Grand Château, (‚das große Schloss‘)) wurde auf Fundamenten eines älteren Gebäudes aus dem Mittelalter oder dem 16. Jahrhundert auf einer Insel in der Charentonne errichtet. Das Wasser der Charentonne speist die Wassergräben des Schlosses, über die ursprünglich zwei Zugbrücken führten. Die runden Türme an der Rückseite des Schlosses wurden etwa 1590 gebaut, der Rest des Hauptgebäudes und die beiden frei stehenden Pavillons wurden gegen Ende des 17. Jahrhunderts erbaut. Dadurch wirkt die Rückseite des Hauptgebäudes leicht asymmetrisch. Der große Dreiecksgiebel an der Vorderseite des Schlosses ist mit Reliefs dekoriert. Die Fenster sind von Rocaillage umgeben, dabei handelt es sich um kleine Steine die ornamental in Mörtel eingesetzt werden. Im Inneren des Hauptgebäudes sind einige Holztäfelungen und Kamine im Stil des Louis-quinze (1730–1755) erhalten, die bei Modernisierungsarbeiten im 18. Jahrhundert eingerichtet wurden. Das ehemalige zylindrische Taubenhaus aus Backstein und Feuerstein wurde in ein Wohngebäude umgewandelt. Neben seinen anderen Aktivitäten gründete der Marquis de Croix auf dem Schlossgelände im 19. Jahrhundert ein Gestüt von Warmblütern, das viel zur Entstehung der Pferderasse Trotteur Français beitrug. Ab 1948 gehörte das Grundstück einem Verein zur Förderung der Integration von Menschen mit Behinderungen in die Arbeitswelt. 1951 wurde das Schloss in das Zusatzverzeichnis der Monuments historiques (historische Denkmale) eingetragen.
Das Kleine Schloss (le Petit Serquigny) wurde im 18. Jahrhundert nordöstlich vom großen Schloss in der Nähe der Straße nach Nassandres errichtet. Von den Dimension her ist es eher ein Herrenhaus. Der Dreiecksgiebel an der Vorderseite ist mit einem Relief dekoriert, das Diana darstellt. Das Treppengeländer im Inneren ist im Stil des Louis-quinze gehalten. Das Schloss wurde in der zweiten Hälfte des 19. Jahrhunderts durch den Architekten Juste Lisch (1828–1910) erstmals restauriert. Im Zweiten Weltkrieg wurde das kleine Schloss von der deutschen Wehrmacht genutzt. 1944, nach dem Abzug der Deutschen, wurde es erneut restauriert. Es ist heute im Privatbesitz und befindet sich in gefährdetem Zustand.
Paulin Gattier, der Präfekt des Départements Manche von 1830 bis 1836 und Maire von Serquigny von 1840 bis 1849 und 1895 bis 1896, kaufte das ehemalige Lehen Maubuisson und ließ dort ein Schloss erbauen. Heute wird das Schloss als Pension (Chambre d’hôtes) genutzt. Auf dem Gelände gibt es einen Park und einen kleinen Weinberg, dort wird Merlot, Gamay und Cabernet Sauvignon angebaut. Die ehemalige Kapelle dient als Kellerei. Es wird Wein, Apfelwein und Cidre hergestellt.

### Lokale Produkte
Auf dem Gemeindegebiet gelten kontrollierte Herkunftsbezeichnungen (AOC) für Calvados und Pommeau (Pommeau de Normandie) sowie geschützte geographische Angaben (IGP) für Schweinefleisch (Porc de Normandie), Geflügel (Volailles de Normandie) und Cidre (Cidre de Normandie und Cidre normand).

## Wirtschaft und Infrastruktur
Im Jahr 2009 waren 28,9 Prozent der Erwerbstätigen in der Gemeinde beschäftigt, die anderen sind Pendler. 2,5 Prozent der Erwerbstätigen arbeitete in der Landwirtschaft 37,5 Prozent in der Industrie. 11,3 Prozent der Arbeitnehmer waren arbeitslos.
Der Bahnhof von Serquigny, welcher an der Bahnstrecke Mantes-la-Jolie–Cherbourg liegt, wird von Zügen der Linien Rouen – Bernay – Caen und Caen – Bernay – Évreux – Paris des Transport express régional (TER) angefahren.
Jean Herry war 30 Jahre lang Maire von Serquigny, von 1959 bis 1989. Er ließ das Postgebäude und die Gendarmerie bauen.
Die Kläranlage von Serquigny wurde 2005 in Betrieb genommen und an Veolia Environnement verpachtet.

### Bildung

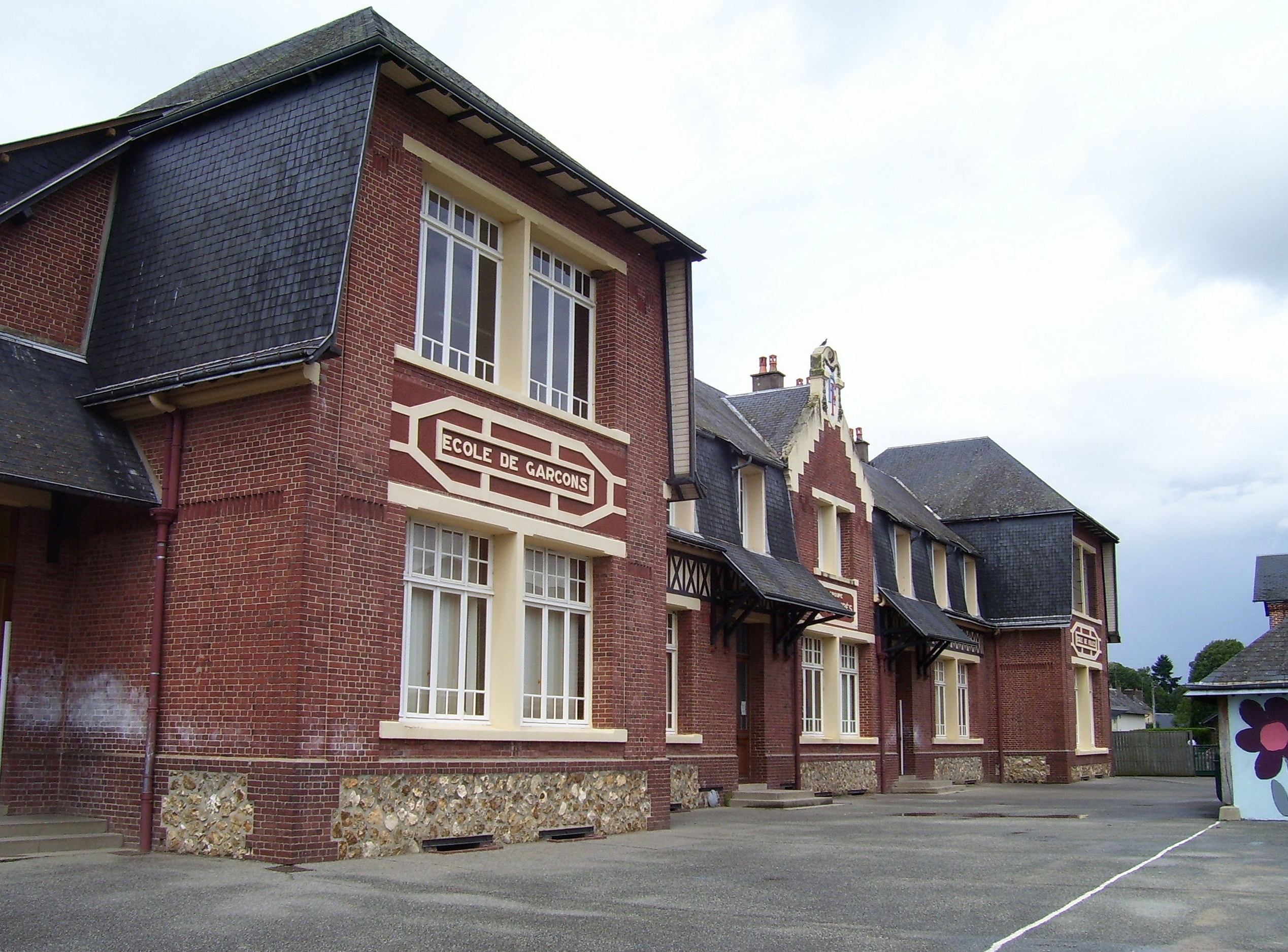
Die Grundschule (école primaire) Jean Jaurès. Ein Flügel diente 1936 als Jungenschule, der andere als Mädchenschule.

Max Carpentier war Maire von Serquigny von 1931 bis 1940. Er ließ die Primarschule (école primaire) Jean Jaurès 1936 errichten. Im Jahr 2011 besuchten 102 Kinder den Kindergarten und 160 die Primarschule von Serquigny.
2008 wurde die Mediathek eingeweiht, deren Angebot inzwischen von etwa 400 Einwohnern genutzt wird. Neben der klassischen Bibliothek bietet die Mediathek freien Internetzugang an sechs Computern und einen drahtlosen Internetzugriffspunkt an.

### Sport
Es gibt eine Turnhalle in Serquigny.
Der Radsportverein von Serquigny ist einer der ältesten Vereine der Gemeinde. Die Mitglieder nahmen 2011 an 403 Radsportwettbewerben teil. Die Mannschaften des Pétanquevereins konnten schon mehrfach den Pokalwettbewerb des Départements für sich entscheiden.

## Persönlichkeiten
- Judith de Bretagne († 1017), Ehefrau von Herzog Richard II.
- Paul Rolier (1844–1918), Ingenieur aus Courtenay, wurde bekannt durch seine Flucht als Bote der Loirearmee aus dem besetzten Paris 1870 und die anschließende Irrfahrt im Ballon. Er soll Jules Verne zum Roman „Die geheimnisvolle Insel“ inspiriert haben.[25] Rolier war von 1900 bis 1904 Maire von Serquigny und gründete dort eine Papierfabrik.[9]